# Marie Pachtová
Marie Pachtová (* 5. listopadu 1932 Dědice u Vyškova) je moravská učitelka, spisovatelka, folkloristka, zakladatelkou dětského floklorního souboru Klebetníček a od roku 2006 čestou občankou města Vyškova.

## Život
Dětství prožila v Dědicích, které se později staly částí Vyškova. Už jako malá tíhla k folkloru a fascinovala ji lidová tradice. Největší inspirací byla pro ni její babička Josefa Kudličková a její bývalá učitelka ručních prací Julie Kummerová.[zdroj?]
Po maturitě na pedagogickém gymnáziu v Brně vystudovala češtinu a ruštinu na Padagogické fakultě Masarykovy univerzity v Brně. Od roku 1951 byla učitelkou češtiny a ruštiny na základní škole ve Vyškově a tuto funkci vykonávala dalších 38 let.[zdroj?]
Je také známa svou výrobou kraslic pomocí slámové intarzie, na kterou právě pro školní mládež vedla kurzy. Roku 1972 dokonce za svou kolekci hanáckých kraslic obdržela osvědčení mistryně lidové umělecké výroby. Slámová intarzie se pro ni stala velkým koníčkem, iniciovala regionální soutěž v Prostějově O nejkrásnější kraslici a zdobí s ní bižuterii, dopisnice či další upomínkové předměty. Zabývá se též hanáckým obřadním pečivem.
Je také sběratelkou lidových popěvků, písní, tanců a tradic. Roku 1970 založila dětský folklorní soubor Klebetníček, aby předávala lidové zvyky mladé generaci. Vydala tři výbory dětského folkloru z Hané.[zdroj?]
Roku 2006 se Marie Pachtová stala čestnou občankou města Vyškova a v červnu 2016 se stala nositelkou titulu Jihomoravského kraje Mistr tradiční rukodělné výroby.

## Dílo
- Lidová říkadla z Vyškovska a Hané (2020)[3]